# ویدارابین فسفات
ویدارابین فسفات (به انگلیسی: Vidarabine phosphate) با فرمول شیمیایی C۱۰H۱۴N۵O۷P یک ترکیب شیمیایی با شناسه پاب‌کم ۳۴۷۶۸ است. که جرم مولی آن ۳۴۷٫۲۲۱۲۲۱ g/mol می‌باشد. 